# C4H4F6O
化学式C4H4F6O（摩尔质量：182.065 g/mol）可以指：
- 2,2,2-三氟乙醚，CAS号：333-36-8
- 六氟异丙基甲醚，CAS号：13171-18-1

|  | 这个同类索引页列出了具有相同分子式的化学物（即同分異構體）条目。 除非您是有意链接至本页，否则应将相应条目的内部链接指向正确的条目。 |